# Compsodrillia gracilis
Compsodrillia gracilis é uma espécie de gastrópode do gênero Compsodrillia, pertencente à família Pseudomelatomidae.